# 何裕
何裕（1921年12月—2015年5月25日），字聚川，晚号竹节馆主，男，汉族，甘肃临洮人，中国书法家，曾任中国书法家协会理事。